# Blooddrunk
Blooddrunk är det finska metal-bandet Children of Bodoms sjätte studioalbum och också det andra albumet där gitarristen Roope Latvala medverkar. Det gavs ut av Spinefarm 2008.
Titeln Blooddrunk bekträftades 14 november 2007 på bandets officiella webbplats. Albumet innehållar nio låtar, varav en är en ominspelad version av Tie My Rope som tidigare släpptes på Viva La Bands 2.
Låtarna är snabbare och mer "thrashiga" än de på deras förra album, Are You Dead Yet?. Precis som på Are You Dead Yet? spelar Roope Latvala två solon. I Finland släpptes första singeln, låten Blooddrunk, 27 februari 2008. Videor för låtarna Blooddrunk och Hellhounds On My Trails spelades in i Berlin under december 2007.

## Låtlista
1. "Hellhounds on My Trail" – 3:58
2. "Blooddrunk" – 4:05
3. "LoBodomy" – 4:24
4. "One Day You Will Cry" – 4:05
5. "Smile Pretty for the Devil" – 3:54
6. "Tie My Rope" – 4:14
7. "Done With Everything, Die for Nothing" – 3:29
8. "Banned from Heaven" – 5:05
9. "Roadkill Morning" – 3:32

### Coverlåtar på olika utgåvor
- War Inside My head (Suicidal Tendencies)
- Lookin' Out My Back Door (Creedence Clearwater Revival)
- Just Dropped In (Kenny Rogers)
- Ghost Riders In The Sky (Stan Jones)
- Silent Scream (Slayer)

## Medverkande
- Alexi Laiho - sång, gitarr
- Roope Latvala - gitarr
- Janne Warman - keyboard
- Henkka Seppälä - bas
- Jaska Raatikainen - trummor